# 10 nap anyu nélkül 2.
A 10 nap anyu nélkül 2. (eredeti cím: 10 jours encore sans maman) 2023-ban bemutatott francia filmvígjáték, amelyet Ludovic Bernard rendezett. A 2020-as 10 nap anyu nélkül című film folytatása. A főbb szerepekben Franck Dubosc, Aure Atika és Swann Joulin látható.
Franciaországban 2023. április 12-én mutatták be a mozikban. Magyarországon augusztus 24-én jelent meg a Prorom Entertainment Kft. forgalmazásában.

## Cselekmény
Antoine Mercier-t elbocsátják az egyik nagy barkácsáruházlánc HR igazgatói állásából. Az elmúlt két évben otthon ülő apukaként gondoskodik négy gyermekéről, gyakran egyedül, mivel felesége, Isabelle ügyvédi munkája miatt nagyon elfoglalt. Mivel Antoine-nak kezd elege lenni a helyzetből, az egész család 10 napos nyaralást tervez a Courchevel-i hegyekben. 
Antoine úgy gondolja, hogy végre kipihenheti magát. Szerencsétlenségére, miközben az állomáson várakoznak, Isabelle-t felhívja a rendelője, így ő nem tud a családjával elutazni. Antoine-nak újabb 10 napot kell egyedül töltenie 4 gyermekével.

## Szereplők
| Szerep            | Színész             | Magyar hang           |
| ----------------- | ------------------- | --------------------- |
| Antoine Mercier   | Franck Dubosc       | Gyabronka József      |
| Isabelle Mercier  | Aure Atika          | Kisfalvi Krisztina    |
| Arthur Mercier    | Swan Joulin         | Nagy Gereben          |
| Chloé Mercier     | Violette Guillon    | Csikos Léda           |
| Maxime Mercier    | Ilan Debrabant      | Holló-Zsadányi Norman |
| Joseph Mercier    | Evan Paturel        | Tanka Dániel          |
| Thierry Di Caprio | Alexis Michalik     | Bozsó Péter           |
| Laure             | Annelise Hesme      | Zakariás Éva          |
| Monsieur Simon    | Xavier Robic        | Széles Tamás          |
| Jean-Etienne      | Romain Lancry       | Hamvas Dániel         |
| Eva               | Juliette Aver       | Györfi Laura          |
| Arnaud Chappaz    | Vincent Martin      | Borbiczki Ferenc      |
| Madame Rochant    | Quitterie Picamoles | Tompos Kátya          |
| Audrey            | Héléna Noguerra     | Kiss Erika            |
| Steevy            | Bertrand Uzeel      | Renácz Zoltán         |
| Bastien           | Arthur Choisnet     | Sándor Péter          |

### Magyar változat
- Főcím: Nagy Sándor
- Magyar szöveg: Zalatnay Márta
- Hangmérnök: Schriffert László
- Vágó: Simkóné Varga Erzsébet
- Gyártásvezető: Hódos Edina
- Szinkronrendező: Marton Bernadett
- Produkciós vezető: Várkonyi Krisztina

A szinkront a Mafilm Audio Kft. készítette el.

## A film készítése
A forgatás 2022. március 22-én kezdődött Courchevelben (Savoie). A film készítése az Île-de-France régióban is zajlott, elsősorban a Gare de Lyon metróállomáson.